# Женская сборная Канады по хоккею на траве
Женская сборная Канады по хоккею на траве (англ. Canada women's national field hockey team) — женская сборная по хоккею на траве, представляющая Канаду на международной арене. Управляющим органом сборной выступает Ассоциация хоккея на траве Канады (англ. Field Hockey Canada, FHC).
Сборная занимает (по состоянию на 16 июня 2014) 22-е место в рейтинге Международной федерации хоккея на траве (FIH).

## Результаты выступлений

### Летние Олимпийские игры
- 1980 — не участвовали
- 1984 — 5-е место
- 1988 — 6-е место
- 1992 — 7-е место
- 1992—2012 — не квалифицированы

### Чемпионат мира
- 1974—1976 — не квалифицированы
- 1978 — 5-е место
- 1981 — 5-е место
- 1983 —
- 1986 —
- 1990 — 10-е место
- 1994 — 10-е место
- 1998—2014 — не квалифицированы

### Мировая лига
- 2012/13 — 38—45 места
- 2014/15 —

### Игры Содружества
- 1998 — ниже 4-го места (не ранжировано)
- 2002 — 7-е место
- 2006 — 8-е место
- 2010 — 6-е место
- 2014 — 8-е место

### Панамериканские игры
- 1987 —
- 1991 —
- 1995 —
- 1999 —
- 2003 — 5-е место
- 2007 — 5-е место
- 2011 — 5-е место

### Панамериканский чемпионат
- 2001 —
- 2004 —
- 2009 — 5-е место
- 2013 —

### Трофей чемпионов
- 1987 — 4-е место
- 1989 — 6-е место
- 1991—2014 — не участвовали

### Чемпионат мира по индорхоккею
- 2003 — не участвовали
- 2007 — 9-е место
- 2011 — не участвовали
- 2015 —

## Текущий состав
Состав команды был заявлен для участия в турнире по хоккею на траве на Играх Содружества в 2014 в Глазго, Шотландия.
Главный тренер: Ian Rutledge
| № | Игрок            | Поз. | Возраст |
| - | ---------------- | ---- | ------- |
| 1 | Kaitlyn Williams | GK   | 24      |
| 2 | Lauren Logush    | GK   | 19      |
| 3 | Katherine Gillis |      | 24      |
| 4 | Kaelan Watson    |      | 24      |
| 5 | Jessica Barnett  |      | 23      |
| 6 | Danielle Hennig  |      | 23      |
| 7 | Thea Culley      |      | 28      |
| 8 | Hannah Haughn    |      | 19      |

| №  | Игрок            | Поз. | Возраст |
| -- | ---------------- | ---- | ------- |
| 9  | Karli Johansen   |      | 22      |
| 10 | Abigail Raye     |      | 23      |
| 11 | Sara McManus     |      | 20      |
| 12 | Holly Stewart    |      | 21      |
| 13 | Kristine Wishart |      | 26      |
| 14 | Madeline Secco   |      | 20      |
| 15 | Brienne Stairs   |      | 24      |
| 16 | Poonam Sandhu    |      | 23      |